# Negley (Ohio)
Negley é um lugar designado pelo censo localizado no condado de Columbiana no estado estadounidense de Ohio. No Censo de 2010 tinha uma população de 281 habitantes e uma densidade populacional de 121,77 pessoas por km².

## Geografia
Negley encontra-se localizado nas coordenadas 40° 47′ 34″ N, 80° 32′ 09″ O. Segundo o Departamento do Censo dos Estados Unidos, Negley tem uma superfície total de 2.31 km², da qual 2.31 km² correspondem a terra firme e (0%) 0 km² é água.

## Demografia
Segundo o censo de 2010, tinha 281 pessoas residindo em Negley. A densidade populacional era de 121,77 hab./km². Dos 281 habitantes, Negley estava composto pelo 98.58% brancos, 0% eram afroamericanos, 0% eram amerindios, 0% eram asiáticos, 0% eram insulares do Pacífico, 1.42% eram de outras raças e 0% pertenciam a duas ou mais raças. Do total da população 1.07% eram hispanos ou latinos de qualquer raça.